# كارلا غاريت
كارلا غاريت (بالإنجليزية: Carla Garrett)‏ هي رباعة أمريكية، ولدت في 31 يوليو 1967.

## وصلات خارجية
- كارلا غاريت على موقع الاتحاد الدولي لألعاب القوى (الإنجليزية)
- كارلا غاريت على موقع أوليمبيديا (الإنجليزية)
- كارلا غاريت على موقع قاعة نيو مكسيكو للمشاهير الرياضية (الإنجليزية)